# My Stepmother Is an Alien
My Stepmother Is an Alien is een Amerikaanse film uit 1988 van Richard Benjamin met Dan Aykroyd en Kim Basinger.

## Verhaal
De film gaat over een natuurkundige, Dr. Steve Mills, die per ongeluk een bliksemflits naar een andere planeet stuurt. Dit brengt die planeet in groot gevaar, doordat de zwaartekracht er verdrievoudigt. Op die andere planeet wonen vreemd genoeg ook mensen, die technologisch veel verder zijn, en al het onhygiënische gedoe, zoals eten, drinken en seks, allang hebben afgeschaft. De film speelt zich af over slechts 2 dagen.
Een vrouw van die planeet, de bloedmooie Celeste, wordt uitgezonden om ervoor te zorgen dat er opnieuw een flits gestuurd wordt, zodat de ramp kan worden hersteld. De weduwnaar Dr. Steve Mills wordt natuurlijk prompt verliefd op haar, en ook hun dochter bewondert haar, totdat ze ontdekt dat Celeste een alien is die accuzuur drinkt en met blote handen een hete ovenschotel kan aanpakken.
Celeste krijgt Steve (die inmiddels ontslagen is) weer aan het werk, en samen zorgen ze ervoor dat er een nieuwe flits gestuurd wordt. Intussen wordt de aarde ook bijna vernietigd. Maar alles loopt goed af zoals het een Amerikaanse film betaamt. Het onvermijdelijke gebeurt: Celeste wil niet meer terug naar haar planeet en blijft op aarde, inmiddels is ze ook getrouwd met Steve. De broer van Steve gaat in haar plaats en neemt zijn Rolls-Royce ook maar mee. Eind goed al goed, want alle buitenaardse vrouwen zijn mooi en ook nog maagd.

## Rolverdeling
| Acteur          | Personage                      |
| --------------- | ------------------------------ |
| Dan Aykroyd     | Dr. Steve Mills                |
| Kim Basinger    | Celeste                        |
| Alyson Hannigan | Jessy Mills, Steve's dochter   |
| Jon Lovitz      | Ron Mills, Steve's broer       |
| Joseph Maher    | Lucas Budlong                  |
| Ann Prentiss    | Handtas van Celeste (stemrol)  |
| Wesley Mann     | Grady                          |
| Tony Jay        | Hoofd buitenaardse Raad        |
| Seth Green      | Fred Glass, vriendje van Jessy |
| Juliette Lewis  | Lexie, vriendin van Jessy      |
| Tanya Fenmore   | Ellen, vriendin van Jessy      |
| Suzie Plakson   | Tenley                         |
| Harry Shearer   | Carl Sagan (stemrol)           |
| Earl Boen       | Eerwaarde                      |
| Peanut          | Dave de hond                   |